# جزیره اگلینگتن
جزیره اگلینگتن (به انگلیسی: Eglinton Island) یک جزیره غیر مسکونی در کانادا است که در قلمروهای شمال غرب واقع شده‌است. جزیره اگلینگتن ۱٬۵۴۱ کیلومترمربع مساحت و ۰ نفر جمعیت دارد.